# Saint-Même-le-Tenu
Saint-Même-le-Tenu är en kommun i departementet Loire-Atlantique i regionen Pays de la Loire i nordvästra Frankrike. Kommunen ligger i kantonen Machecoul som tillhör arrondissementet Nantes. År 2018 hade Saint-Même-le-Tenu 1 219 invånare.

## Befolkningsutveckling
Antalet invånare i kommunen Saint-Même-le-Tenu
| Referens: INSEE |